# Чиро ді Корсія
Чиро ді Корсія (італ. Ciro Di Corcia; 4 липня 1976, Фоджа) — італійський боксер, призер чемпіонату світу серед аматорів.

## Аматорська кар'єра
На Олімпійських іграх 2000 в категорії до 71 кг Чиро ді Корсія програв у першому бою Мар'яну Сіміон (Румунія) — 8-19.
Чиро ді Корсія чотири рази був чемпіоном італії з боксу (1996, 1997, 2001 та 2006), але жодного разу не брав участі в чемпіонатах Європи і лише один раз брав участь у чемпіонаті світу. На чемпіонаті світу 2001 отримав бронзову медаль.
- В 1/8 фіналу переміг Аміна Асікайнена (Фінляндія) — 31-21
- У чвертьфіналі переміг Кая Тверберга (Норвегія) — RSCO 3
- У півфіналі програв Даміану Остіну (Куба) — 16-22